# Code criminel annoté
Un Code criminel annoté est une édition savante du Code criminel canadien et des lois pénales connexes qui est écrit par des experts juridiques pénalistes, dont des juges, et qui consiste à commenter article par article de la loi pénale et à la compléter par la jurisprudence pertinente de la Cour suprême du Canada et des Cours d'appel provinciales, de manière à générer une connaissance approfondie, voire encyclopédique des règles juridiques contenues dans le droit pénal.
Plus qu'une simple édition du Code criminel, les Codes criminels annotés sont un outil de travail pour les juges et les avocats qui exercent en matière pénale et ils sont très largement utilisés par ceux-ci dans les palais de justice. Il existe différents Codes criminels annotés, lesquels sont écrits par des sommités du droit pénal canadien, tels que le juge Guy Cournoyer, le juge David Watt, l'avocat Edward Greenspan et l'avocate Marie Henein.
Malgré le titre « Code criminel annoté » (en anglais : Annotated Criminal Code), la plupart de ces ouvrages visent plus large que le Code criminel et intègrent des annotations et commentaires savants des autres lois pénales ou constitutionnelles importantes, telles que la Loi constitutionnelle de 1982, la Charte canadienne des droits des victimes, la Loi réglementant certaines drogues et autres substances, la Loi sur l'administration des biens saisis, la Loi sur le casier judiciaire, la Loi sur l'identification des criminels, la Loi sur la preuve au Canada, la Loi d'interprétation fédérale, la Loi sur le système de justice pénale pour les adolescents ainsi que différents règlements d'application du Code criminel tels que les Règles de la Cour d'appel du Québec en matière criminelle, les Règles de procédure de la Cour supérieure du Québec, chambre criminelle (2002) et le Règlement de la Cour du Québec